# Carlos Fernando Navarro Montoya
Carlos Fernando Navarro Montoya (Medellín, 26 de febrero de 1966), más conocido por su apodo Mono, es un exfutbolista y entrenador colomboargentino. Hijo de Ricardo Jorge Navarro, arquero argentino, quien se encontraba desarrollando su profesión en Colombia al momento de su nacimiento.
Poseedor de una gran trayectoria, se dedicó al fútbol por 25 años, teniendo una de las carreras más extensas de la historia del fútbol argentino. Surgido de las divisiones juveniles de Vélez Sarsfield, disputó la mayor parte de su carrera en Boca Juniors, jugando en total ocho años en dicha institución, en la que se convirtió en un referente e ídolo debido a sus grandes actuaciones. En el club xeneize conquistó un total de 5 títulos, disputando un total de 400 partidos oficiales, convirtiéndose así en el quinto jugador con más partidos disputados en Boca Juniors. Su último club fue Tacuarembó FC de Uruguay.
Su hijo Ezequiel Navarro Montoya también es arquero.

## Trayectoria

### Como futbolista
Nacido en Colombia, hijo del también portero argentino Ricardo Jorge Navarro, que se encontraba en este país realizando su actividad. Comenzó su recorrido futbolístico en Argentina. Debutó profesionalmente el 8 de abril de 1984. "Pibe: el domingo preparate que sos titular", fue la frase de Alfio Basile, director técnico de Vélez Sarsfield en aquel entonces, que catapultó en primera división al Mono. Vélez enfrentó a Temperley y ganó 1-0 con un gol de Carlos Bianchi.
Durante el año 1986 tuvo un breve paso por el club colombiano Independiente Santa Fe. En 1987 regresó a Argentina, nuevamente a Vélez Sarsfield. Un año después, desembarcó en Boca Juniors, donde disputó 400 partidos oficiales: Primera División (334), Copa Libertadores (23), Copa Centenario de la AFA (4), Supercopa Sudamericana (32) , Copa Máster (2), Copa de Oro (4), Recopa Sudamericana (1) y Copa Iberoamericana (1). Adicionalmente, sumó otros 79 partidos amistosos.
El debut en Boca fue el 18 de septiembre de 1988 ante River Plate, al que su equipo venció por 2 a 0.
En 1989 ganó con Boca la Supercopa Sudamericana, siendo figura en la serie de penales ante Independiente en la final.
En 1990 ganó la Recopa Sudamericana con Boca, derrotando al Atlético Nacional de Medellín. Este partido final se jugó en Miami.
En 1991 logró el Torneo Clausura argentino, perdiendo la final de la Temporada 90/91 por penales ante Newell's Old Boys, ganador del Torneo Apertura 1990. Navarro Montoya fue elegido por el CEPA como el mejor futbolista de aquella temporada.
En 1992 ganó con Boca la Copa Máster de Supercopa, venciendo en la final al Cruzeiro de Brasil. En el mismo año logró el Torneo Apertura argentino.
En 1993 volvió a salir campeón con Boca de la Copa de Oro, venciendo en las finales al Atlético Mineiro. Luego de no contar para el técnico Carlos Bilardo, jugó su último partido por Boca el 17 de noviembre de 1996.
En 1997 dejó al Boca Juniors, siendo sus sucesores Sandro Guzmán y Óscar Córdoba, desembarcando en el Club de Fútbol Extremadura donde jugó una temporada. Continuando con su gira europea, jugó también en el Club Polideportivo Mérida (1997–1998) y Club Deportivo Tenerife (1998–2000). Los tres equipos descendieron de primera a segunda división con él como portero titular, durante tres años consecutivos. Regresó al continente americano en 2001 para jugar en Deportes Concepción de Chile, con el que disputó la Copa Libertadores, accediendo a los octavos de final, en la que fue eliminado por Vasco da Gama que tenía en sus filas a Romário.
Su vuelta al fútbol argentino fue al año siguiente, esta vez con el Chacarita Juniors. Sus destacadas actuaciones en el Funebrero lo llevaron otra vez a jugar en un grande del fútbol argentino, esta vez Independiente de Avellaneda, donde se mantuvo una temporada como arquero titular. Sin embargo, con la llegada de Julio César Falcioni como entrenador y la decisión de la dirigencia de darle lugar a los arqueros de inferiores (como Oscar Ustari), el club decidió no renovar el préstamo que lo vinculaba.
Tras su salida de Independiente, el Mono llegó a Gimnasia y Esgrima La Plata, donde disputó la temporada 2005-2006. Luego tuvo un breve paso por la Serie A de Brasil en Atlético Paranaense. Para el año 2007 regresó a Argentina, donde jugó en Nueva Chicago, con el que sufrió un nuevo descenso. Para la nueva temporada firmó con Olimpo de Bahía Blanca. El 12 de septiembre de 2007, en un encuentro ante Boca Juniors, sufrió la rotura del ligamento cruzado de la rodilla derecha.
En la temporada 2008 estuvo a punto de jugar para la Asociación Atlética Luján de Cuyo de Mendoza pero finalmente tras no llegar a un acuerdo con los dirigentes del club mendocino el pase del jugador al "violeta" no se concretó.
Tras la operación y una larga recuperación consecuente, Navarro Montoya se incorporó al Tacuarembó Fútbol Club de la Primera División de Uruguay en enero de 2009. Finalizada la temporada 2008/09, Navarro Montoya puso fin a más de 25 años de trayectoria al anunciar su retiro el 10 de julio de 2009. Sus palabras en conferencia de prensa fueron: "Es un adiós, pero también un gracias."

### Como entrenador
El 17 de abril de 2013 acordó su contratación como director técnico del Chacarita Juniors de la Primera B de Argentina. Previo a su llegada, Chacarita se encontraba en el segundo puesto de la tabla de posiciones y tras un andar flojo, quedó fuera del Torneo Reducido que le hubiese permitido luchar por un ascenso a la Primera B Nacional.
En diciembre de 2013 volvió a Boca Juniors, esta vez como director adjunto de las divisiones juveniles y entrenador de la quinta, con la que salió campeón del torneo argentino. En septiembre de 2020 se hizo cargo del Club Deportivo Guadalajara de la Tercera División de España, pero fue destituido el 20 de noviembre tras sólo cinco jornadas de liga.
En diciembre de 2024 fue controtado por el Club Ramón Santamarina de Tandil como entrenador de su equipo de fútbol para disputar el Torneo Federal A. Durante la dirección de Navarro Montoya, Santamarina disputó un partido contra Racing por los 32avos de la Copa Argentina, en el que su equipo cayó 2-0 frente a los de Avellaneda. Luego de una serie de resultados desfavorables y una derrota 0-3 frente a Cipoletti por la jornada 7 del Federal A, Navarro Montoya fue desvinculado de la institución tandilense el 28 de abril de 2025. Dirigió un total de ocho partidos por competición oficial, en los cuales registro una victoria, cuatro empates y dos derrotas.

## Selección nacional

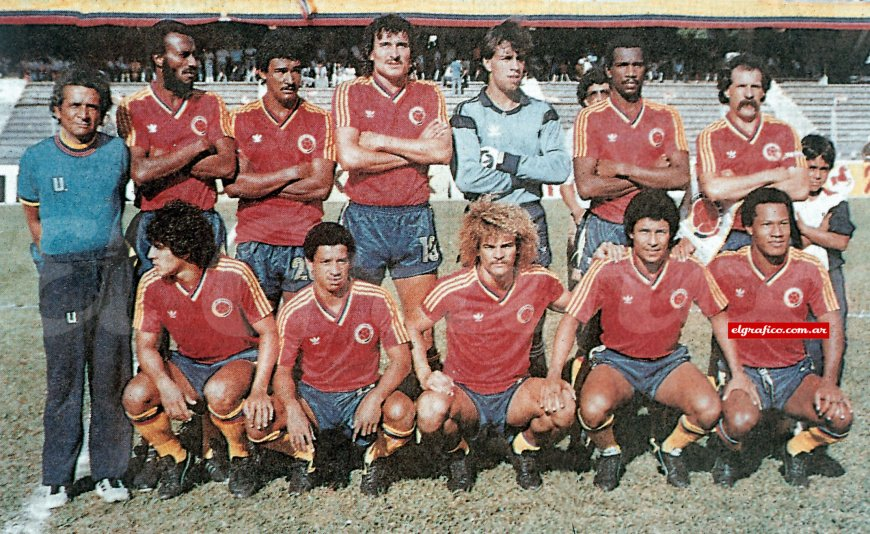
Navarro Montoya atajando para la Selección Colombia en el Repechaje interno ante.

Fue convocado por el entrenador Gabriel Ochoa Uribe en 1985 para jugar con la Selección de fútbol de Colombia con miras al mundial de México 1986. En las eliminatorias enfrentó la última fecha frente a Venezuela y el repechaje ante Paraguay. Disputó tres partidos oficiales.
Más adelante para el mundial de Italia 1990 sería vetado del combinado cafetero luego de que declara en una entrevista que: "el Fútbol Profesional Colombiano estaba infiltrado por la mafia".

"Jamás, mientras yo esté con la selección, ese tipo será llamado. Ni lo necesito ni me interesa".
Declaraciones de Francisco "Pacho" Maturana sobre Navarro Montoya.

En 1998 fue avalado por la FIFA para jugar con la Selección de fútbol de Argentina, pero desde ese momento hasta su retiro jamás fue tenido en cuenta por los entrenadores Daniel Passarella, Marcelo Bielsa ni José Pékerman.

### Participaciones enEliminatorias al Mundial
| Eliminatoria                         | Sede            | Sede del Mundial | Posición                                        | Resultado | PJ | GR | VI |
| ------------------------------------ | --------------- | ---------------- | ----------------------------------------------- | --------- | -- | -- | -- |
| Eliminatorias Mundial de México 1986 | América del Sur | México           | 3°lugar 6pts Grupo 1 (Perdedor Repesca Interna) | Eliminado | 3  | -4 | 1  |

## Clubes

### Como jugador
| Club                   | País      | Año       |
| ---------------------- | --------- | --------- |
| Vélez Sarsfield        | Argentina | 1984-1986 |
| Independiente Santa Fe | Colombia  | 1986-1987 |
| Vélez Sarsfield        | Argentina | 1987-1988 |
| Boca Juniors           | Argentina | 1988-1997 |
| Extremadura            | España    | 1997      |
| Mérida                 | España    | 1997-1998 |
| Tenerife               | España    | 1998-2000 |
| Deportes Concepción    | Chile     | 2001      |
| Chacarita Juniors      | Argentina | 2002-2003 |
| Independiente          | Argentina | 2004-2005 |
| Gimnasia (LP)          | Argentina | 2005-2006 |
| Atlético Paranaense    | Brasil    | 2006      |
| Nueva Chicago          | Argentina | 2007      |
| Olimpo                 | Argentina | 2007      |
| Tacuarembó             | Uruguay   | 2009      |

#### Resumen estadístico
| Competición                   | Partidos |
| ----------------------------- | -------- |
| Primera División de Argentina | 610      |
| Primera División de Colombia  | 38       |
| Primera División de España    | 76       |
| Primera División de Chile     | 13       |
| Primera División de Brasil    | 2        |
| Primera División de Uruguay   | 7        |
| Segunda División de España    | 33       |
| Copa Centenario de la AFA     | 4        |
| Copa del Rey                  | 12       |
| Copa Libertadores             | 38       |
| Supercopa Sudamericana        | 32       |
| Copa Máster de Supercopa      | 2        |
| Copa de Oro Nicolás Leoz      | 4        |
| Recopa Sudamericana           | 1        |
| Copa Iberoamericana           | 1        |
| Copa Sudamericana             | 1        |
| Selección Colombia            | 3        |
| Total en su carrera           | 877      |

### Como dirigente deportivo
| Club         | País    | Año       |
| ------------ | ------- | --------- |
| Boston River | Uruguay | 2009-2013 |

### Estadísticas como entrenador
| Chacarita Argentina         | 3ª                  | 2013                | 6  | 1 | 2 | 3 | - | - | - | - | - | - | - | - | 6 | 1 | 2 | 3  | 27.78% | 3  | 8  | -5     |    |    |    |
| Chacarita Argentina         | Total               | Total               | 6  | 1 | 2 | 3 | 0 | 0 | 0 | 0 | 0 | 0 | 0 | 0 | 6 | 1 | 2 | 3  | 27.78% | 3  | 8  | -5     |    |    |    |
| Guadalajara · España        | 4ª                  | 2020                | 5  | 2 | 2 | 1 | - | - | - | - | - | - | - | - | 5 | 2 | 2 | 1  | 53.33% | 10 | 6  | +4     |    |    |    |
| Guadalajara · España        | Total               | Total               | 5  | 2 | 2 | 1 | 0 | 0 | 0 | 0 | 0 | 0 | 0 | 0 | 5 | 2 | 2 | 1  | 53.33% | 10 | 6  | +4     |    |    |    |
| Ramón Santamarina Argentina | 3ª                  | 2025                | 7  | 1 | 4 | 2 | 1 | 0 | 0 | 1 | - | - | - | - | 8 | 1 | 4 | 3  | 29.17% | 6  | 11 | -5     |    |    |    |
| Ramón Santamarina Argentina | Total               | Total               | 7  | 1 | 4 | 2 |   | 1 | 0 | 0 | 1 |   | 0 | 0 | 0 | 0 |   | 8  | 1      | 4  | 3  | 29.17% | 6  | 11 | -5 |
| Total en su carrera         | Total en su carrera | Total en su carrera | 18 | 4 | 8 | 6 |   | 1 | 0 | 0 | 1 |   | 0 | 0 | 0 | 0 |   | 19 | 4      | 8  | 7  | 35.09% | 19 | 25 | -6 |
| 1. 2.                       |                     |                     |    |   |   |   |   |   |   |   |   |   |   |   |   |   |   |    |        |    |    |        |    |    |    |

## Palmarés

### Campeonatos nacionales
| Título           | Club         | País      | Año    |
| ---------------- | ------------ | --------- | ------ |
| Primera División | Boca Juniors | Argentina | A-1992 |

### Campeonatos internacionales
| Título                 | Club         | Sede Final   | Año  |
| ---------------------- | ------------ | ------------ | ---- |
| Supercopa Sudamericana | Boca Juniors | Avellaneda   | 1989 |
| Recopa Sudamericana    | Boca Juniors | Miami        | 1990 |
| Copa Máster            | Boca Juniors | Buenos Aires | 1992 |
| Copa de Oro            | Boca Juniors | Buenos Aires | 1993 |

### Distinciones individuales
| Distinción                   | Año  |
| ---------------------------- | ---- |
| Futbolista Argentino del Año | 1994 |

## Controversia
El 22 de mayo de 1991, por el partido de vuelta de las semifinales de la Copa Libertadores, Boca visitó a Colo-Colo en Santiago de Chile. Durante el partido se produjeron varios incidentes debido a provocaciones de supuestos periodistas gráficos y de policías chilenos. Después del tercer gol de Colo-Colo, el que le permitía pasar a la final, ingresaron al campo de juego muchos aficionados y fotógrafos chilenos a unirse al festejo del gol y agredir a los jugadores de Boca. El equipo, incluido su entrenador Óscar Washington Tabárez, golpeado por un fotógrafo fue detenido por desmanes, mientras que Colo-Colo finalmente se consagró campeón de la Copa.

## Programas de televisión
- Casados con hijos (cameo en el episodio "El deporte y Añanga") (2005)
- ESPN F90 (panelista) (2022-presente)